# Rotenona
La rotenona es una sustancia de origen vegetal utilizada antiguamente como insecticida. Desde el 2007 no se utiliza como tal, y está catalogada como toxina ambiental.
Este insecticida vegetal polivalente se extrae de raíces de plantas tropicales leguminosas que son tóxicas para los animales de sangre fría y ligeramente tóxica para los animales de sangre caliente, incluido el ser humano. Actúa a través de contacto e ingestión.

## Historia
La acción insecticida de este tóxico rotenoide se conoce desde hace al menos dos mil años, cuando ya se usaba para envenenar a los peces en el agua e incrementar así la pesca, técnica que se usaba en Asia, África y Sudamérica.
Hay citas más recientes como, por ejemplo, en 1884 en Singapur, según las cuales los cantoneros, especialmente los japoneses, ya lo utilizaban en forma de infusiones de derris (Derris elliptica). En 1902, el químico de la India Nagal aisló el principio activo a partir de plantas del género Derris (Derris elliptica), y le dio el nombre roten.
Posteriormente, se obtuvo de otras dos especies botánicas Lonchocarpus utilis y Lonchocarpus nicou, leguminosas, papilionáceas, oriundas de la región amazónica peruana y brasileña. En Brasil, esta planta se denomina timbó, y en Perú, cubé (término este último que antiguamente aludía a una planta venenosa que se utiliza para pescar) o barbasco (embarbascar significa pescar con venenos).[cita requerida]
Desde la antigüedad, las naciones originarias de la Amazonia la utilizaban para pescar en ríos, arroyos o lagos. La técnica consiste en machacar las raíces de estas plantas y echarlas al agua. Los peces aparecen luego de un lapso de tiempo en la superficie ahogados flotando, y se recogen y se consumen sin provocar efecto tóxico alguno.[cita requerida]

## Obtención
La rotenona se obtiene en forma industrial a partir de raíces desecadas y molidas de plantas del género Tephrosia, mediante solvente (tetracloruro de carbono). Junto a la rotenona se obtienen otras sustancias como la deguelina, la trefosina y el toxicarol. La deguelina es un compuesto isomérico de la rotenona, ya que tiene la misma fórmula molecular pero diferente estructura, con lo cual se infiere que puede servir cuando los ácaros de Varroa generen resistencia.[cita requerida]

## Efectos y toxicidad
La dosis letal media oral (DL50) para ratas es de 153 mg/kg, y es elevada. Puede inferirse que es un producto seguro de manipular, es biodegradable y se descompone fácilmente en presencia de luz y aire, características todas muy deseables en un pesticida e insecticida.[cita requerida]
La acción tóxica de la rotenona radica en su acción sobre la cadena de electrones mitocondrial, ya que tiene la capacidad de inhibir al complejo I de dicha cadena (el complejo NADH-ubiquinona reductasa). Bloquea, entonces, la respiración celular, efecto que se manifiesta con parálisis y con la muerte subsecuente del individuo afectado. Una aplicación de la rotenona en la investigación es el estudio del efecto que tienen los radicales libres acumulados en el interior de la célula, debido precisamente al bloqueo de la cadena respiratoria. Esto provoca un estrés oxidativo, a partir del cual se pueden realizar distintos experimentos.[cita requerida].  Actúa bloqueando el paso de electrones del NADH a la CoenzimaQ (ubiquinona), siendo esta la primera etapa de la cadena respiratoria.  

### Rotenona y la relación con la enfermedad de Parkinson
En 2000, se publicó un artículo que indicaba que la rotenona podría producir características de la enfermedad de Parkinson en ratas. En febrero del 2010 también se escribió una relación con la enfermedad de Parkinson en una revista científica sin revisadas. En el primer experimento, se inyectaron altas concentraciones de rotenona directamente en la arteria principal del cerebro en un período de cinco semanas. La rotenona también se mezcló con dos sustancias químicas (sulfóxido de dimetilo y polietilenglicol) que facilitan la penetración de la rotenona en la membrana celular. Algunas de las ratas desarrollaron lesiones que son características de la enfermedad de Parkinson. Sin embargo, este investegación no se puede utilizar como modelo para por ejemplo el uso de rotenona a erradicar especies de peces foráneas. La inyección de cualquier sustancia química directamente en el tejido vivo puede tener graves consecuencias. La rotenona es una sustancia muy inestable en la naturaleza y se descompone rápidamente (vida media de unos pocos días). Si mamíferos y aves ingieren rotenona, bebiendo agua tratada, la sustancia se neutralizará a través de la actividad enzimática en el intestino y se excretará en el hígado y los riñones. Además, se han realizado pruebas en ratas donde ingirieron rotenona. Las ratas tuvieron alimentos de altos niveles de rotenona en un período de dos años, sin que se registrara ningún daño.

## Situación actual
Comercialmente se presenta como polvo cristalizado, color blanco, inodoro, insoluble en agua, ligeramente soluble en aceites derivados del petróleo. Su punto de fusión es de 160 a 180 °C, y viene formulada al 95% de pureza.[cita requerida]
Actualmente se comercializa para el control de plagas en árboles frutales. Se la emplea en el control de pulgas (al 2%, en loción) y de la sarna (al 10% en emulsión) sobre humanos. Combate pulgones, cochinillas, orugas, ácaros y todo tipo de insectos.[cita requerida]
En el 2002, la Comisión Nacional de Sanidad Apícola recomendaba la utilización de este producto para tratamientos contra varroa. Sin embargo, el producto no se aprobó en Argentina para ser utilizado en varroasis.
La rotenona era uno de los pocos insecticidas autorizados en Europa en la agricultura ecológica (Reglamento Comunitario 2092/91), pero este reglamento se derogó y se sustituyó por el actual Reglamento de la Comunidad Europea 834/2007 (sesión del Consejo de 28 de junio del 2007).
También estaba incluida en la lista de productos fitosanitarios autorizados de la Directiva 91/414/CEE (anexo I). Sin embargo, por decisión de la Comisión del 10 de abril de 2008, la rotenona se excluyó de dicha lista, y la Comisión instó a los Estados miembros a que se retiraran las autorizaciones de los productos fitosanitarios que contuvieran esta sustancia.